# Paquita (ballet)
Paquita é um balé em dois atos e três cenas. Foi criado na Ópera de Paris em 1 de abril de 1846 por Joseph Mazilier e Paul Foucher, com música de Édouard Deldevez e Ludwig Minkus. Paquita sempre faz sucesso devido, principalmente, as suas alegres danças espanholas. Em 1847 Marius Petipa criou uma nova versão para Paquita em Saint-Petersburgo no Teatro Bolshoi Kamenny da Rússia. 

## História
Paquita é um ballet-pantomina, significa dizer que é um balé em que dançarinas (os) se manifestam mediante a mímica, gestos, expressões fisionômicas e corporais. Esse formato de ballet, que foi popularizado no século XIX, é considerado o arquétipo (modelo) do Ballet Clássico. 

## Sinopse
A história é passada na Espanha, durante a ocupação por Napoleão.

### Ato I
No vale dos touteiros, aos arredores de Saragoza, na época da ocupação napoleônica, (aproximadamente ao ano de 1810), um grupo de ciganos armaram suas tendas. O general d'Hervilly, acompanhado de sua esposa e de seu filho Lucien vão observar a edificação do monumento à memória do seu irmão, Charles d'Hervilly, assassinado no mesmo lugar em 1795, com sua esposa e sua filha. O governador da província, Don Lopez de Mendoza, sua irmã Dona Serafina (que tem a mão prometida a Lucien), acompanha o general e se associam -- em aparência -- à sua dor. Don Lopez nutre contra os franceses um ódio vivaz. Na ocasião da edificação desse memorial, o vilarejo está em festa. Uma música viva e alegre anuncia um grupo de ciganos, em que logo se compreende que o chefe, Iñdigo, lançou sua investida sobre a bela dançarina Paquita. Entretanto, ela estava presa a tristes pensamentos: um medalhão que ela conservou desde criança, representando o quadro do seu pai, seu benfeitor que lhe livrou da morte. Então, Paquita dança e impressiona vivamente Lucien, filho do general. Mas, Paquita não corresponde aos avanços do jovem aristocrata devido as suas condições sociais serem muito modestas. O governador oferece ramalhetes de flores em homenagem a família d'Hervilly. Depois, ele fala à parte com Iñdigo, louco de ciumes, que lhe propõe matar Lucien. Paquita percebeu essa conversação macabra e fica angustiada para avisar ao jovem oficial da sua ameaça de morte. Iñdigo coloca narcótico no copo de vinho do Lucien, para depois chegarem os bandidos para o matar. Mas, Paquita muda os copos de lugar, colocando o do narcótico para Iñdigo, que o bebe. Drogado, ele abre sua roupa devido ao calor, ocasião em que deixa cair o medalhão que havia roubado de Paquita. Ela pega o medalhão e foge do perigo com Lucien.

### Ato II
O general d'Hervilly promove um baile no qual estão presentes o governador de Saragoza Don Lopez de Mendoza e sua irmã Serafina, que estava noiva de Lucien, oficiais militares acompanhados de suas respectivas damas, bem como, altas personalidades de Saragoza. De repente Lucien aparece acompanhado de Paquita! Ele informa que sofreu um atentado e Paquita o salvou da morte. Paquita denuncia o governador como o autor intelectual do assassinato do Lucien, que é preso imediatamente. Lucien pede a mão de Paquita em casamento! Ela não ousa aceitar alegando sua condição social bem modesta. Momento em que ela olha e vê o quadro do grande homenageado: o general Charles d'Hervvilly. Olha para o medalhão e vê que é o mesmo! Sabendo ser o seu pai, não suporta a emoção e perde a consciência.